# المثناه (الطائف)
المثناه هي قرية سعودية تقع في محافظة الطائف، في منطقة مكة المكرمة، في غرب المملكة العربية السعودية.

## المناخ
مُناخ المثناه لا يختلفُ كثيراً عن مُناخ الطَّائف وهو يَمتَازُ باعتدال الحرارة في الصيف، والبرودة في الشتاء، باستثناء أطرافه الجنوبية التي قد تصل فيها درجة الحرارة إلى درجة التجمد، وأما صحاريه الشمالية والشرقية تزيد فيها درجة الحرارة صيفاً، والأمطار موسمية تكثر في فصل الربيع، والهواء يميل إلى الجفاف، وترتفع نسبة الرياح العاصفة، وتقل في المناطق الجبلية عنه في المناطق الصحراوية.
| البيانات المناخية لـمدينة الطائف  | البيانات المناخية لـمدينة الطائف | البيانات المناخية لـمدينة الطائف | البيانات المناخية لـمدينة الطائف | البيانات المناخية لـمدينة الطائف | البيانات المناخية لـمدينة الطائف | البيانات المناخية لـمدينة الطائف | البيانات المناخية لـمدينة الطائف | البيانات المناخية لـمدينة الطائف | البيانات المناخية لـمدينة الطائف | البيانات المناخية لـمدينة الطائف | البيانات المناخية لـمدينة الطائف | البيانات المناخية لـمدينة الطائف | البيانات المناخية لـمدينة الطائف |
| الشهر                             | يناير                            | فبراير                           | مارس                             | أبريل                            | مايو                             | يونيو                            | يوليو                            | أغسطس                            | سبتمبر                           | أكتوبر                           | نوفمبر                           | ديسمبر                           | المعدل السنوي                    |
| --------------------------------- | -------------------------------- | -------------------------------- | -------------------------------- | -------------------------------- | -------------------------------- | -------------------------------- | -------------------------------- | -------------------------------- | -------------------------------- | -------------------------------- | -------------------------------- | -------------------------------- | -------------------------------- |
| الدرجة القصوى °م (°ف)             | 29.4 (84.9)                      | 32.6 (90.7)                      | 34.0 (93.2)                      | 35.0 (95.0)                      | 38.2 (100.8)                     | 39.0 (102.2)                     | 40.0 (104.0)                     | 39.0 (102.2)                     | 38.0 (100.4)                     | 34.6 (94.3)                      | 30.2 (86.4)                      | 29.2 (84.6)                      | 40.0 (104.0)                     |
| متوسط درجة الحرارة الكبرى °م (°ف) | 21.9 (71.4)                      | 23.7 (74.7)                      | 26.7 (80.1)                      | 28.7 (83.7)                      | 32.3 (90.1)                      | 35.1 (95.2)                      | 34.4 (93.9)                      | 34.3 (93.7)                      | 33.9 (93.0)                      | 29.6 (85.3)                      | 25.4 (77.7)                      | 22.7 (72.9)                      | 29.1 (84.3)                      |
| المتوسط اليومي °م (°ف)            | 15.3 (59.5)                      | 16.6 (61.9)                      | 19.7 (67.5)                      | 21.8 (71.2)                      | 25.5 (77.9)                      | 28.4 (83.1)                      | 28.5 (83.3)                      | 28.2 (82.8)                      | 27.3 (81.1)                      | 22.7 (72.9)                      | 18.6 (65.5)                      | 15.9 (60.6)                      | 22.4 (72.3)                      |
| متوسط درجة الحرارة الصغرى °م (°ف) | 8.4 (47.1)                       | 9.5 (49.1)                       | 12.7 (54.9)                      | 15.1 (59.2)                      | 18.6 (65.5)                      | 21.7 (71.1)                      | 22.9 (73.2)                      | 22.9 (73.2)                      | 20.5 (68.9)                      | 15.5 (59.9)                      | 11.9 (53.4)                      | 9.1 (48.4)                       | 15.7 (60.3)                      |
| أدنى درجة حرارة °م (°ف)           | −1.0 (30.2)                      | 1.0 (33.8)                       | 2.2 (36.0)                       | 4.0 (39.2)                       | 5.6 (42.1)                       | 13.9 (57.0)                      | 13.3 (55.9)                      | 13.3 (55.9)                      | 13.8 (56.8)                      | 8.0 (46.4)                       | 5.0 (41.0)                       | −1.0 (30.2)                      | −1.0 (30.2)                      |
| الهطول مم (إنش)                   | 7.6 (0.30)                       | 4.1 (0.16)                       | 14.8 (0.58)                      | 0.4 (0.02)                       | 30.6 (1.20)                      | 5.3 (0.21)                       | 3.9 (0.15)                       | 5.8 (0.23)                       | 6.8 (0.27)                       | 10.9 (0.43)                      | 21.5 (0.85)                      | 7.3 (0.29)                       | 119 (4.69)                       |
| متوسط الرطوبة النسبية (%)         | 60                               | 52                               | 45                               | 43                               | 36                               | 23                               | 26                               | 28                               | 28                               | 39                               | 55                               | 58                               | 41                               |
| المصدر: NOAA (1961-1990)          |                                  |                                  |                                  |                                  |                                  |                                  |                                  |                                  |                                  |                                  |                                  |                                  |                                  |

## التاريخ
في التاريخ الإسلامي ورد ذكر (المثناة)، وهي قرية صغيرة تعد من أشهر المواقع التاريخية في الطائف بها بساتين ومزارع تحيط بها من كل جانب على امتداد وادي وج. وكانت نشأة المثناة مع بداية الدعوة الإسلامية، حينما جاء النبي صلى الله عليه وسلم إلى الطائف يدعو أهلها إلى عبادة الله عز وجل، مرورا بوج إلى المثناة، فأقام بها شهرا يدعو الناس فلم يجيبوه وخيبوا رجاءه، وامتنعوا عن قبول دعوته إلى الله، إلا أن الطائف تشرفت بمقدم النبي صلى الله عليه وسلم إلى ربوة ظليلة واتكأ على صخرة بجوار الوادي، فأتاه عداس بطبق من العنب عند حائط بستان، ويسمي بالله ثم يأكل بعد العناء والجهد الذي لقيه في دعوته، وكانت هناك بئر يقال إن النبي صلى الله عليه وسلم شرب منها، وبجوارها حظيرة صلى بها وبالقرب منها شجرة سدر كائنة بوج محاذية للخبزة جلس تحتها، حينما جاء له عداس بطبق العنب عند حائط البستان ابني ربيعة، ولعله هذا البستان المسمى الآن ببستان ومسجد عداس في وسط بساتين الأشراف في المثناة.

### عصر الاشراف
كانت المثناة في عصر الاشراف حكام الحجاز، منتجعًا سياحيًا لهم أثناء الصيف، وأن بساتينها التي تقدر بأربعين بستانًا، كانت من أجمل بساتين وادي وج الذي تزين جنباته بأشجارها الباسقة وفواكهها اللذيذة ومنها العنب والرمان والخوخ والتوت والمشمش، وبها عين جارية تسقي بساتينها العامرة بالأشجار والثمار والخضروات، ومن أشهر بساتينها المعروفة قديمًا: بستان قريش، بستان شريقي، بستان عداس، بستان السهمان، بستان برومي، بستان الماجل، بستان حزيمة، بستان راجح، بستان العرابي، بستان القاضية، بستان الرقاب الكبير، بستان الرقاب صغير، بستان الصنعاني، بستان الحلاق، بستان العياسة، الباطنة أمام الشريعة، الباطنة أمام الحلاق، الشريعة في علو المثناة، الدمينية في علو المثناة، بستان السلم، إلا أن هذه البساتين أزيلت خلال العقدين الماضيين، وتحولت إلى استراحات ومبان سكنية ولم يبق منها إلا عدد قليل جدًا.

### العصر الحالي
أصبحت المثناة حاليا تعج بالسكان والمساكن والعمائر السكنية والمنتزهات الجميلة والأندية الرياضية والاستراحات العامة.وقد تغزل الشعراء والأدباء بجبال وج ومزارع المثناة ومياهها المتدفقة كالسلسبيل، كما قال الشاعر صالح الغامدي رحمه الله: 

كما أن هناك العديد من الشعراء والبلغاء ممن نثروا أشعارهم وغزلهم على الطائف وضواحيها، والشاعر الأمير عبد الله الفيصل رحمه الله يتذكر الطائف بقوله: 
كما كان للملك فيصل بن عبد العزيز - رحمه الله - مجالسه الخاصة في الشعر والأدب حينما يأتي إلى الطائف عندما كان نائبا للملك على الحجاز، يستمتع بجو الطائف الممزوج بنسمات ورذاذ المطر، وخلال العقود الماضية كانت تقام حفلات وعصاري طائفية في بساتين المثناة، الزهرة والرقاب والبحيرة والسدان والشريعة والسداد في روابي وج.

## هجرة الأهالي
عدد السكان الذين يقطنون المثناة تحدثوا عن الوضع الحالي للمثناة حيث كان أن الأهالي هجروه وانتقلوا إلى أحياء أخرى ومنهم من انتقل إلى مكة المكرمة وجدة، وأصبحت المنازل مستأجرة من مواطنين آخرين وبعض المقيمين، فيما قامت بلدية الطائف خلال الأعوام الماضية بافتتاح عدد من الحدائق في الوادي كان لها أكبر الأثر على الجانب الجمالي للمنطقة، وقد زودت بألعاب للأطفال وأماكن للجلوس فأصبحت متنفسا لأهالي الحي والمواطنين والمقيمين الذين يفدون إليه سواء في عطلة نهاية الأسبوع أو في الأيام العادية لكن ما يعيب هذه الحدائق وقوعها إلى جانب الشارع العام مما يشكل خطورة على مرتاديها لأنه لا توجد أسوار أو عوازل تحمي الأطفال من السيارات التي تمر عبر الشوارع المحيطة بها إضافة إلى أن إحدى تلك الحدائق تقع أمام محطة توزيع المياه التي تعج بالسيارات.

## آثار المثناة
هناك العديد من الآثار الإسلامية الواقعة في المثناة مشيرا إلى أهم المواقع التالية:
مسجد عداس: يقع في المثناة وينسب لعداس أول من آمن بالطائف وأن هذا المسجد أقيم في المكان الذي آوى إليه النبي صلى الله عليه وسلم عند قدومه لدعوة أهل الطائف وقد أسلم عداس على يديه، ويقع الآن وسط البساتين بالمثناة على وادي وج قرب عين ماء.
مسجد القنطرة: يقع في حي المثناة على الشارع العام لوادي وج وهو مسجد أثري قديم لا يزال حتى الآن، ويعتقد أنه أنشئ سنة 1262هـ في عهد الشريف عبد المطلب بن غالب أمير مكة.
مسجد الكوع: مسجد الموقف، وهو موقف في جبل ابن زبيدة في الطريق الذاهب إلى وج ويقال له قرين وآثار الموقف ظاهرة في صخرة بركن المسجد المشهور بمسجد الموقف أو الكوع ويقال إن النبي صلى الله عليه وسلم وقف عليه أو اتكأ ويقع هذا المسجد بحي المثناة في وادي وج من الجهة الشمالية حاليا.